# Biblioteca musical Víctor Espinós
La Biblioteca Musical Víctor Espinós es un centro creado para la difusión y fomento de la educación musical, dependiente del Ayuntamiento de Madrid y ubicada en el Cuartel del Conde-Duque.

## Historia
La Biblioteca fue fundada en 1919, aunque no abrió sus puertas al público hasta 1922. Su impulsor y quien hizo la propuesta para su creación al Concejo fue el académico de Bellas Artes, musicólogo y crítico Víctor Espinós Moltó, quien sería también su primer director. Nace con el afán de acercar la formación musical al público general, lo que lleva ya en 1932 a prestar un servicio pionero en nuestro país: el préstamo de instrumentos musicales, cuyo fin fue facilitar el estudio musical a personas con escasos recursos económicos, y que sigue prestándose en la actualidad.

## Colecciones
La colección de esta biblioteca está compuesta por fondos históricos y modernos, entre ellos: tratados, biografías y otros libros sobre música teórica y práctica, compositores e intérpretes; una nutrida sección de métodos de estudio, solfeo, armonía, y obras didácticas; partituras para una gran variedad de instrumentos, formas y épocas; revistas; discos y vídeos; programas de concierto, carteles e información sobre la vida musical de Madrid y, es de destacar, la colección de partituras inspiradas en El Quijote.

## Servicios
Información y formación de usuarios, sala de lectura, préstamo de libros, audiovisuales y partituras, reprografía, préstamo de instrumentos musicales, cabinas de ensayo y sala de audición. Las vitrinas de su sala de lectura les permiten igualmente organizar múltiples exposiciones con las que difunden los fondos de la Biblioteca, de gran interés por la excepcionalidad de los documentos heredados, adquiridos o donados. Entre las exposiciones organizadas podríamos destacar la muestra Don Quijote en música, en la que se exhibía la persistente presencia del Ingenioso Hidalgo en partituras impresas y manuscritas, carátulas de discos y grabaciones en distintos soportes. En Bailando foxtrot difundieron los fondos que disponen de dicho género musical y en Grafía y Música en el Siglo XX, organizada por el artista e historiador del arte Aitor Merino Martínez, los excepcionales ejemplos que poseen de la nueva grafía musical que se desarrolló desde principios de siglo. En ella pudieron verse partituras de Balilla Pratella, Juan Hidalgo, John Cage, Cathy Berberian, Karlheinz Stockhausen o Josep María Mestres Quadreny entre otros.

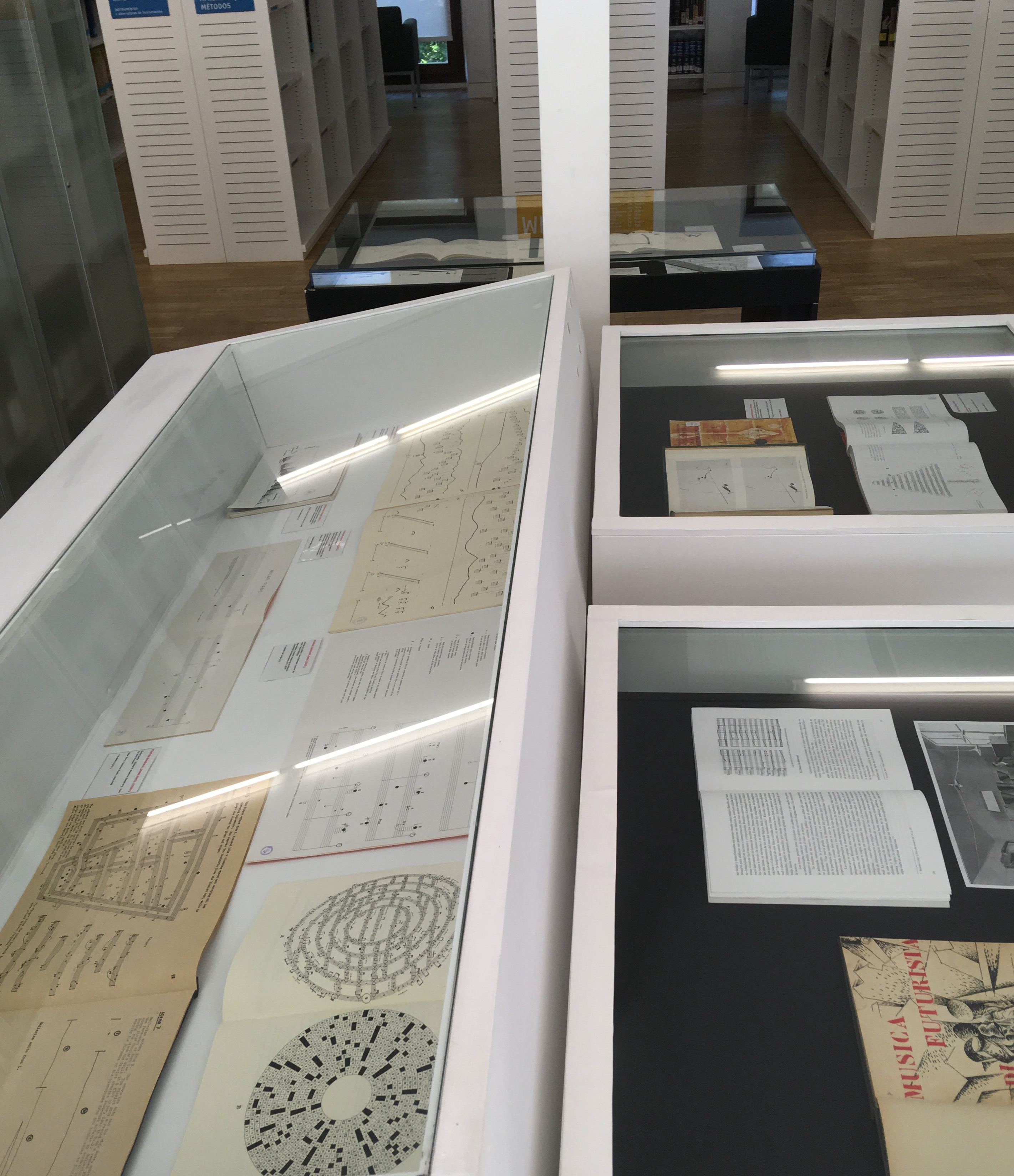
Exposición Grafía y Música en el en la Biblioteca Víctor Espinós

## Centenario[7]
En el año 2019 la Biblioteca Musical ha cumplido sus primeros 100 años. Para celebrarlo, entre los meses de noviembre de 2019 y abril de 2020 se puede visitar una exposición temporal sobre su historia en la sala 1 de exposiciones del Centro Cultural Conde Duque. Esta exposición se ha articulado en tres áreas: VER, TOCAR y ESCUCHAR. De este modo, el público puede conocer el patrimonio musical atesorado en la Biblioteca, pero también experimentar con instrumentos, escuchar y aprender música.
Se pueden VER partituras, instrumentos musicales, fotografías antiguas y otros documentos históricos que se conservan en la Biblioteca Musical, muchos de los cuales se presentan al público por primera vez. También se pueden TOCAR instrumentos en dos estudios, a modo de las cabinas con las que cuenta la Biblioteca. Por último, se ha creado un espacio para ESCUCHAR, recreando un pequeño salón con un piano cedido por la casa Hazen. Al lado se ha colocado un piano histórico del siglo XIX, marca Collard & Collard, puesto a punto para disfrutar de su sonido romántico. En este espacio se pueden escuchar variados conciertos que nos acercan a distintas épocas y estilos musicales.
Estos tres espacios representan los servicios que viene ofreciendo la Biblioteca Musical desde hace 100 años. El préstamo y consulta de partituras y materiales audiovisuales; el préstamo de instrumentos y de cabinas de estudio; y por último las actividades que acoge y promociona la propia Biblioteca, como conciertos, conferencias, talleres didácticos y otros eventos, lo que en su conjunto pone todas las capacidades de la institución al servicio de los usuarios y de la promoción de la música. 

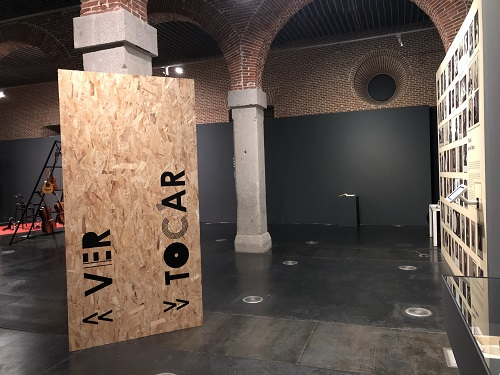
Entrada a la exposición temporal del Centenario

## Referencias

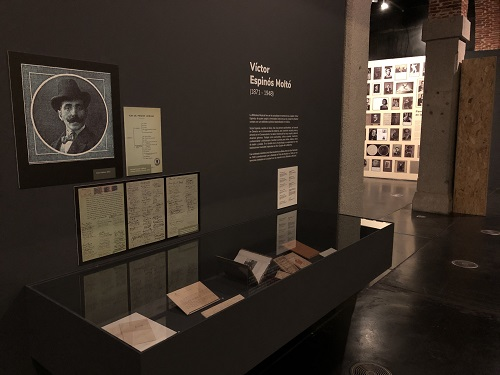
Vitrina dedicada a Víctor Espinós.